# Cité des sciences et de l'industrie
Cité des sciences et de l'industrie (česky Město věd a průmyslu) je muzeum a vzdělávací instituce v Paříži, která má za úkol popularizovat a rozvíjet znalosti o vědě a technice, především mezi dětmi a mládeží. Nachází se v 19. obvodu na Avenue Corentin-Cariou v parku La Villette. Jeho rozloha činí 150 000 m2. V roce 2008 muzeum navštívilo přes 3 milióny návštěvníků (73 miliónů od otevření).

## Historie
Na místě se původně nacházela jatka a dobytčí trh, které byly v roce 1974 přeloženy do města Pantin. Místo nich byl vybudován park La Villette. Muzeum vzniklo z iniciativy francouzského prezidenta V. G. d'Estainga jako součást parku. Dne 15. září 1980 byl francouzský architekt Adrien Fainsilber pověřen přestavět halu ze 60. let na moderní muzeum. Pro veřejnost bylo otevřeno až 13. března 1986 prezidentem Françoisem Mitterrandem u příležitosti setkání sondy Giotto s Halleyovou kometou.
V roce 2009 byla muzea Cité des sciences a Palais de la découverte umístěné v Grand Palais spojena do jedné instituce.

## Uspořádání muzea
Muzeum se skládá z několika částí a oddělení:
- Explora (podlaží 1, 2 a 3)

Představuje hlavní stálou výstavu uspořádanou podle tematických celků: matematika, obrazy, zvuky, hra světla, vesmír, oceán, energie, automobily, skály a sopky, hvězdy a galaxie aj.
- Bibliothèque des sciences et de l'industrie (Knihovna věd a průmyslu) (podlaží -1)[2]

Knihovna je rozdělena do tří oddělení: veřejné oddělení, dětství a dějiny věd. Jsou zde interaktivní terminály, které umožňují přímo prohlížet hrané, dokumentární a animované filmy aj. Na podlaží 0 se nachází dětská mediotéka a kinosál Les Shadoks.
- Cité des enfants (Město dětí) (podlaží 0)

Toto oddělení je věnováno dětem od 2 do 12 let a je rozděleno na dvě části: prostor pro děti ve věku 2-7 let a pro děti 5-12 let.
- Carrefour numérique (Digitální křižovatka) (podlaží -1)[3]

Prostor o rozloze 1200 m2 je věnován kyberprostoru. Skládá se z místa pro sebevzdělávání, které poskytuje přístup k velkému množství výukových programů, terminál pro nahlížení na internetu, ateliér počítačové gramotnosti, studio pro setkávání profesionálů v multimediální oblasti, digitální třídu pro výuku studentů a diskusní klub umožňující diskuse o digitální kultuře.
- Cité des métiers (Město povolání) (podlaží -1)[4]

Místo informací o zaměstnání, odborné přípravě, řemeslech a povolání poskytuje rady znalců a velkou sbírku dokumentů. Toto oddělení sloužilo jako vzor pro vytvoření mezinárodní sítě podobných platforem.
- Cité de la santé (Město zdraví) (podlaží -1)[5]

Toto oddělení se zaměřuje na všechny aspekty týkající se zdraví.
- Další oddělení a služby
  - Kongresové centrum (Podlaží -1)
  - Konferenční sál (podlaží 0)
  - Cinéma Louis Lumière (Lumièrovo kino) (podlaží 0)
  - Planetárium (podlaží 2)
  - Akvárium (Podlaží -2)
  - Obchod se suvenýry a knihami (Podlaží 0)

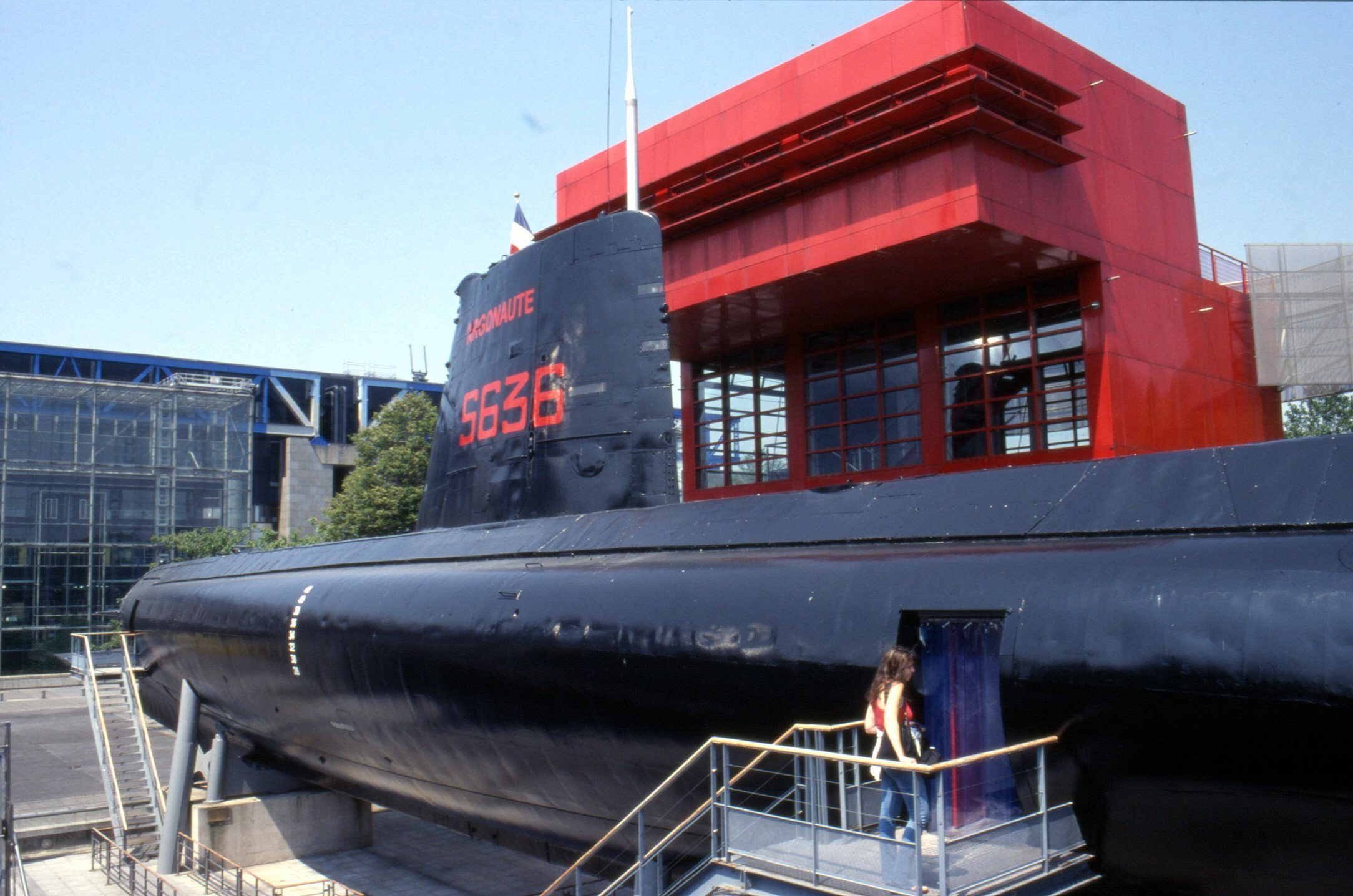
Ponorka u muzea

  - Restaurace (Podlaží -2)

## Objekty mimo muzeum
Součástí muzea jsou ještě další objekty v jeho okolí:
- La Géode – panoramatické kino
- Cinaxe – panoramatické kino
- Argonaute (S636) – ponorka francouzského námořnictva